# 阿撒罕
阿撒罕（?—?），元朝大臣，元仁宗时的太师。
《元典章》刑部列出延祐二年（1315年）五月元朝的中枢官员：阔出司徒、阿撒罕太师、帖木迭儿丞相、塔失帖木儿知院、伯忽大夫、哈散丞相、灭怯秃丞旨、完泽知院、也先帖木儿知院、朵歹院使、章闾平章、帖木儿脱也同知、阔彻别丞旨、买馿同知、床火儿副枢、阔阔出答剌罕、十得同签。延祐四年（1317年），监察御史黄肯播上奏铁木迭儿违背元世祖的制度，括江南之地，致使汀州漳州民叛。阴夺阿撒罕太师，导致关陕不靖。